# 2004년 하계 올림픽 조선민주주의인민공화국 선수단
조선민주주의인민공화국은 2004년 8월 13일부터 8월 29일까지 그리스 아테네에서 열린 2004년 하계 올림픽에 참가했다. 조선민주주의인민공화국 선수단은 개막식에서 대한민국 선수단과 함께 한반도기를 앞세워 공동 입장했다.

## 메달리스트
- 은메달
  - 계순희 (여자 유도 라이트급)
  - 리성희 (여자 역도 라이트급)
  - 김향미 (여자 탁구 단식)
  - 김성국 (남자 복싱 페더급)

- 동메달
  - 김정수 (남자 사격 50m 권총)